# MILF (スラング)

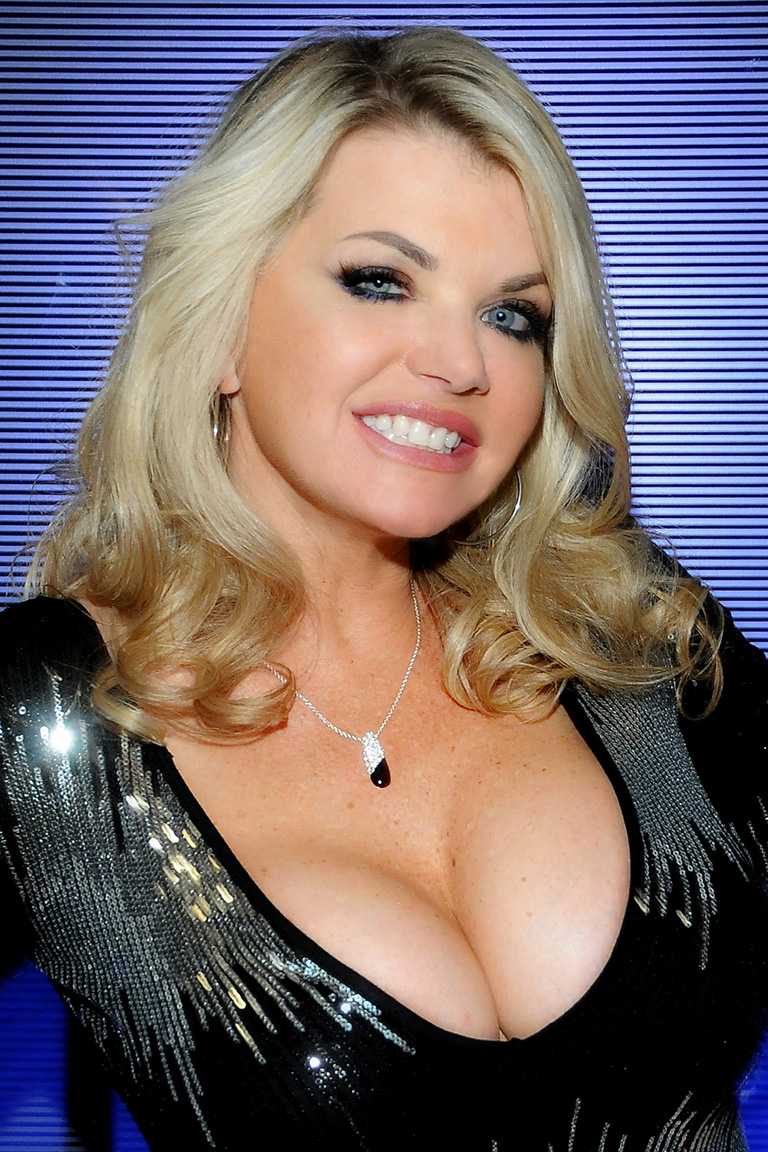
30代後半でデビューした代表的MILF女優の1人ヴィッキー・ヴェット（2015年）

MILF（ミルフ）とは「英語: Mother （または"Mom"）I'd Like (to) Fuck」（ヤリたいママ）の頭字語で、性的魅力のある年上、または結婚した女性を表現する英語のスラングである。また年上の女性が出演するポルノ映画のジャンル名としても慣用的に使用されている。主に欧米英語圏で使われる用語であり、日本のアダルトビデオでいえば「熟女モノ」に相当する。

## 概要
MILFは、概ね35才から50才の性的に魅力的な年上、または結婚した女性を意味する。「M」は「Mother（母親）」の頭文字であるが実際の、或いは設定上の母親である必要はない。言葉の厳密な使用においては、当該女性は彼女の魅力に惹き付けられている人物から見て、母親といっていいほど年上でなければならない。1999年のアメリカ合衆国のセックスコメディ映画『アメリカン・パイ』で大衆化され、広く使用されるようになった。但し言葉自体は既にインターネット上で映画より先に長期間使われていた。この頭字語の起源は、多くの場合ユーモアか賞賛の意味を込めて診療録に短評として書かれていた医療現場の俗語であった。
派生語としては以下のものがある。50歳代半ばより年をとっている、または実際に祖母である女性の場合は「M」が「grandmother」の「G」に置き換わり「GILF」（または「G-MILF」）となる。対象が男性の場合は同性愛者の間では「Dad」の「D」を充てた「DILF」、異性愛者の場合「Father」の「F」で「FILF」となる。他のバリエーションとしては、2008年アメリカ合衆国大統領選挙における共和党の副大統領候補者サラ・ペイリンは「VPILF」(Vice President I'd Like to Fuck)、あるいは「GILF」(Governor I'd Like to Fuck) と言われた。

## ポルノ映画
有名なMILFジャンルの映画シリーズとしてBang Brosの『MILF Lessons』や、Naughty Americaの『MILF Cruiser』、『Diary of a MILF』などが挙げられる。ポルノの主流を占める有名ブランドもMILFジャンルの作品を発表している。例えばクラブジェナ（ビビッド・エンターテインメント）の『MILF School』シリーズ、ウィックド・ピクチャーズの『MILF-O-Maniacs』1・2、デジタル・プレイグラウンドの『Jack's MILF Show』などである。
MILF女優のヴィッキー・ヴェットは2005年に40歳でAVNの「Best Tease performance」を映画『Metropolis』における演技で受賞した。プレイメイトからハードコアに転身した事で有名なテリー・ウィーゲルは2007年に2年振りとなる映画『American MILF: The Movie』に出演し、45歳でMILF女優として復帰した。

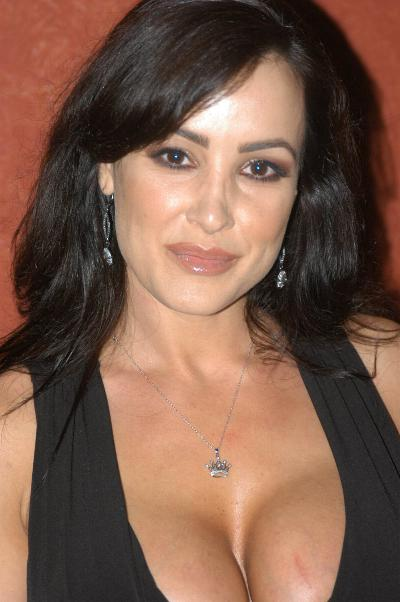
リサ・アン（2007年）

2008年には「ポルノのオスカー」AVNアワードに初めてMILFに関する2つのカテゴリーが加えられた。「Best MILF release」を獲得したのはニナ・ハートレーなどが出演した『It's a Mommy Thing』、「Best MILF Series」はRed Light District Videoの『Momma Knows Best』シリーズが受賞した。2009年には個人賞のMILF/Cougar Performer of the Yearも新設され、リサ・アンが受賞した。

## 大衆文化
- 「MILF」はアメリカのテレビシリーズ『Weeds 〜ママの秘密』のシーズン2・エピソード8「MILF Money」で、コンラッドが作ったマリファナの変種の愛称「MILF-Weed」として使われた。
- 2007年、スピリット航空は「M.I.L.F.」と銘打ったキャンペーンを展開した。同社によれば「Many Islands, Low Fares」（格安で多くの島々へ）を意味する頭字語であった。同社は当初この言葉の性的な意味に気づいていた事を否定したが[11]、社長は後にこう釈明した。「テレビを通じて知る多くの事」は「…大人と子供に関り無く多種多様で…（我々）全てがこれは「Many Islands, Low Fares」を意味している事を知っていました。一部の人々は他の意味も持っている事に気付いていました。…私は『アメリカン・パイ』を観たので、他の意味があるということを知っていました。[12]」
- 2008年、ハスラーは『Who's Nailin' Paylin? Adventures of a Hockey MILF』というポルノビデオを発売した。著名なMILF女優リサ・アンが主役の「セラ・ペイリン」(Serra Paylin) を演じた[13]。サブタイトルの「Hockey MILF」はサラ・ペイリンが多用した言葉「Hockey Mom」（サッカーマムと同義）を皮肉ったものである。
- トーリ・エイモスの2007年のアルバム『アメリカ人形軍団 (American Doll Posse)』に収録されている「ビッグ・ホイール (Big Wheel)」は、MILFとしての彼女自身について歌っている[14]。曲の途中で「MILF」という単語が繰り返されるため複数のラジオ局で曲をかける事を拒否された[15]。
- 2011年から、MILF女性を題材としたアダルトコミック・成人漫画作品を掲載する『COMIC MILF』という成人向け漫画雑誌が、株式会社ティーアイネットにより刊行されている。

## 主なMILF女優

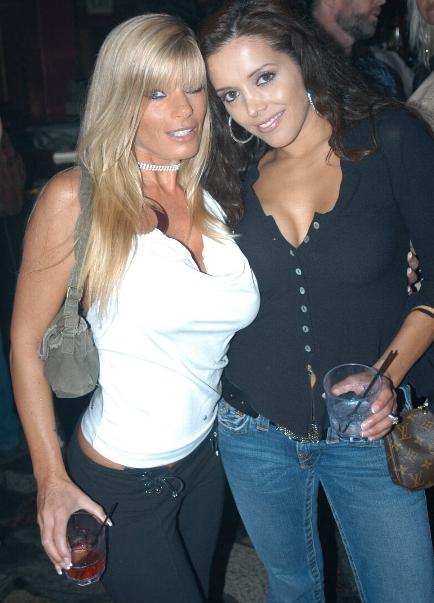
従姉妹同士のクリスタル・サマーズ（向って左）とフランチェスカ・レイ（同右）（2006年）

### 主要な受賞者
XRCO
MILF of Year
| 2007年：ジャニーン・リンデマルダー 2008年：カイリー・アイルランド 2009年：ジュリア・アン 2010年：リサ・アン 2011年：ジュリア・アン 2012年：インディア・サマー 2013年：ヴェロニカ・アブリュヴ 2014年：フランチェスカ・レイ 2015年: インディア・サマー | 2016年: ケンドラ・ラスト 2017年: シェリー・デヴィル 2018年：シェリー・デヴィル 2019年：ブリジット・B 2020年：ブリジット・B 2021年：ブリトニー・アンバー 2022年：ブランディ・ラヴ 2023年：ナターシャ・ニース 2024年：ペニー・バーバー |

AVN
MILF Performer of the Year（2013年以前はMILF/Cougar Performer of the Year）
| 2009年：リサ・アン 2010年：ジュリア・アン 2011年：ジュリア・アン 2012年：インディア・サマー 2013年：ジュリア・アン 2014年：インディア・サマー 2015年：インディア・サマー 2016年：ケンドラ・ラスト | 2017年：ケンドラ・ラスト 2018年：シェリー・デヴィル 2019年：シェリー・デヴィル 2020年：アレクシス・フォウクス 2021年：シェリー・デヴィル 2022年：アレクシス・フォウクス 2023年：シェリー・デヴィル 2024年：ペニー・バーバー |

XBIZ
MILF Performer of the Year
| 2011年：リサ・アン 2012年：インディア・サマー 2013年：ターニャ・テイト 2014年：ジュリア・アン 2015年：ケンドラ・ラスト 2016年：ケンドラ・ラスト 2017年：シェリー・デヴィル | 2018年：ブランディ・ラヴ 2019年：ブリジット・B 2020年：ブリジット・B 2021年：シェリー・デヴィル 2022年：アレクシス・フォウクス 2023年：レーガン・フォックス 2024年：ローレン・フィリップス |

CAVR (Cyberspace Adult Video Reviews)
MILF of Year
2006年：クリスタル・サマーズ
2007年：ダリル・ハナ
2008年:フランチェスカ・レイ
2009年:ジャネット・メイソン
2010年:インディア・サマー

### その他の著名な女優
- アヴァ・ディヴァイン（スペイン語版）
- カーラ・ロット
- サヴァンナ・サムソン
- シナモン・ラブ
- ジル・ケリー

- ジャネット・ジャクメ（ドイツ語版）
- ジンジャー・リン
- ティファニー・ミンクス
- ニナ・ハートレー
- ヴィッキー・ヴェット

- リン・ルメイ（スペイン語版）
- レイヴェネス
- ロクサンヌ・ホール
- トレイシー・アダムス
- ジュリエット・アンダーソン

- シャロン・ケリー
- エリカ・ボイヤー
- ハニー・ワイルダー
- テリー・ウィーゲル